# St. Vitus (Offenstetten)

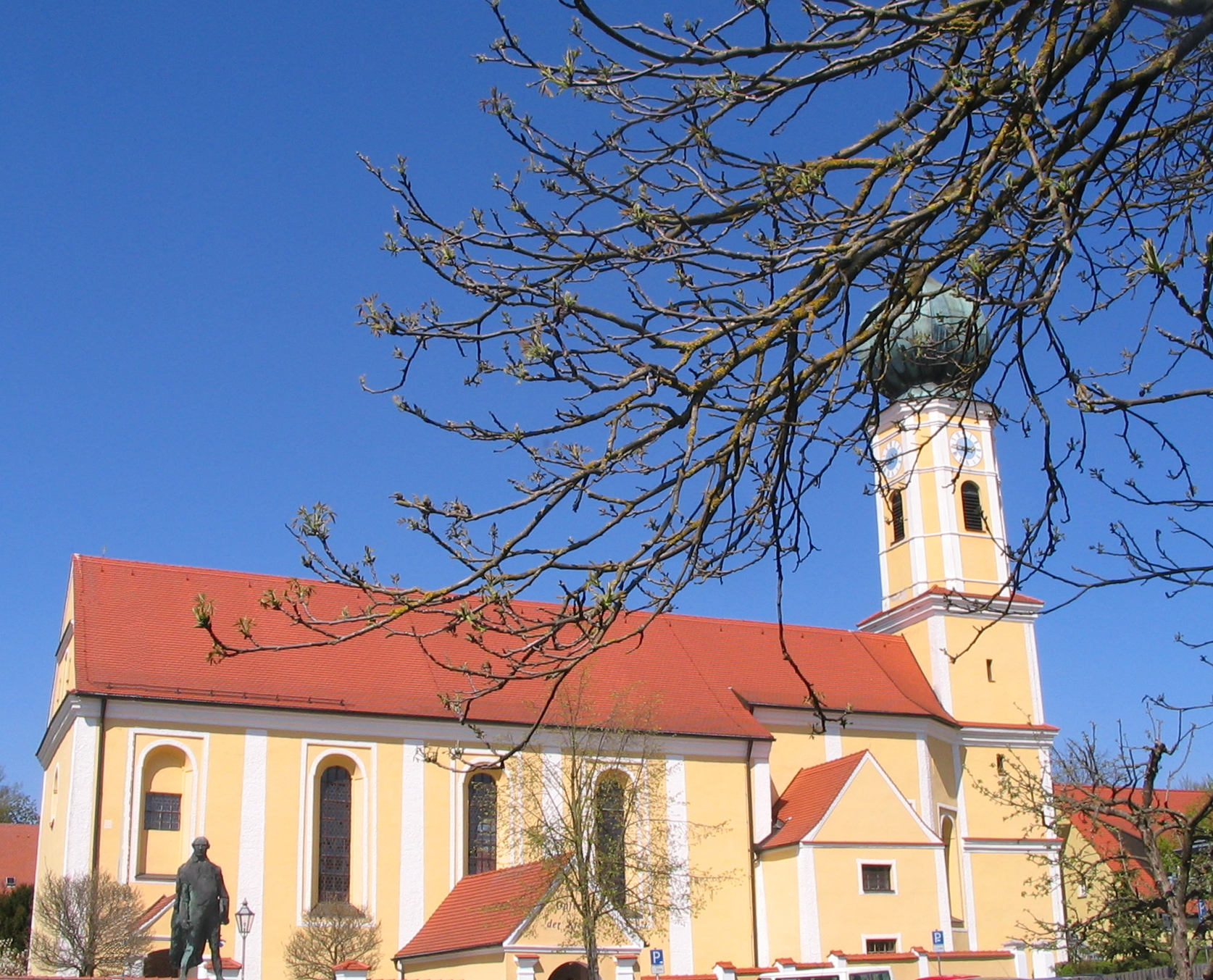
Außenansicht der Pfarrkirche St. Vitus

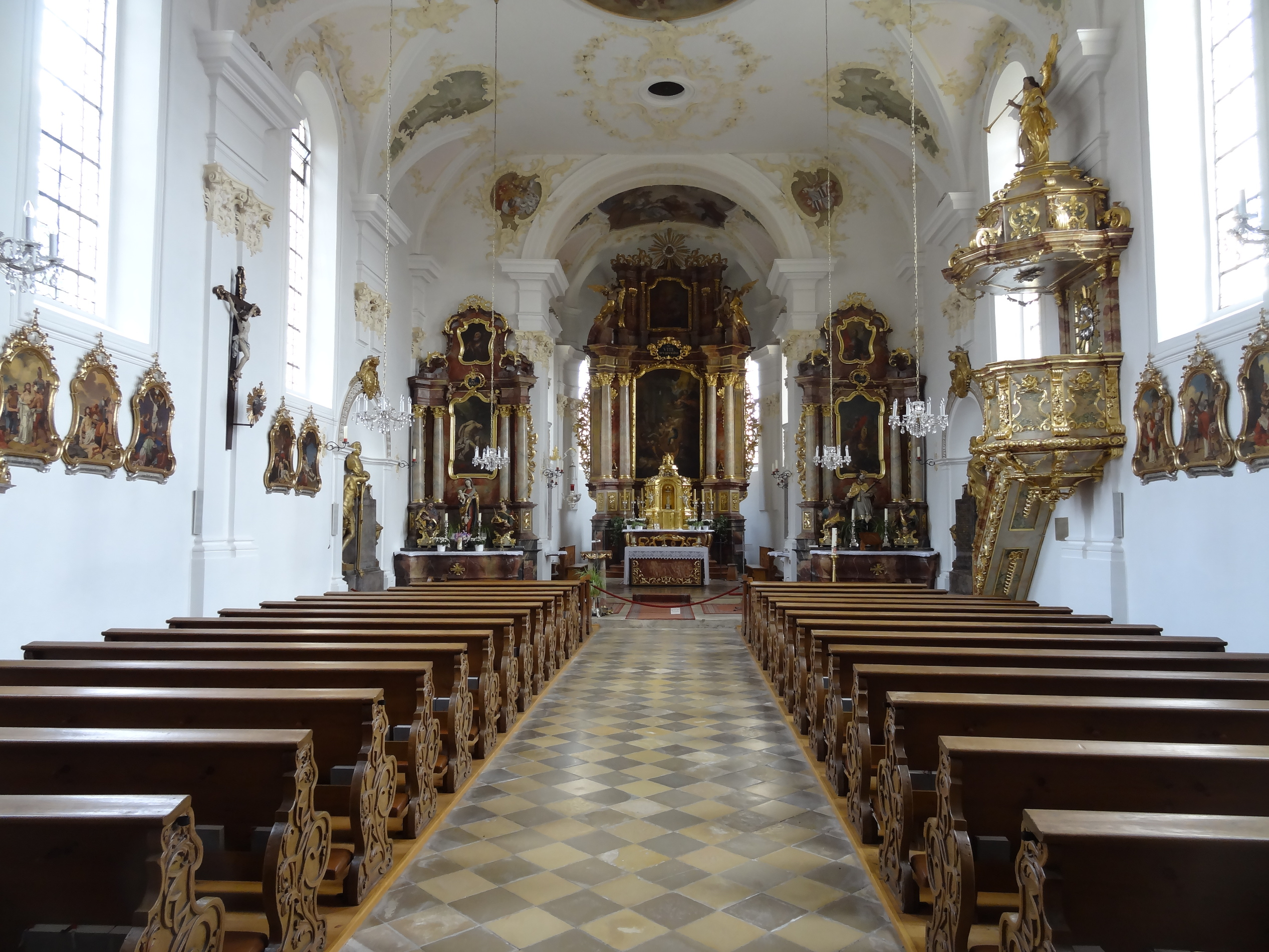
Innenraum

Die römisch-katholische Pfarrkirche St. Vitus in Offenstetten, einem Ortsteil der Stadt Abensberg, ist eine barocke Kirche im niederbayerischen Landkreis Kelheim mit einer bewegten Geschichte, die eng mit der Geschichte des benachbarten Schlosses und der dort residierenden Adelsfamilie der Offenstetter verbunden ist. Daraus ergibt sich die besondere historische Stellung der Kirche, die als Baudenkmal und als geschütztes Kulturgut nach der Haager Konvention geführt wird. Die Pfarrkirche hat das Patrozinium des heiligen Vitus (Gedenktag: 15. Juni), der als einer der vierzehn Nothelfer gilt.

## Geschichte

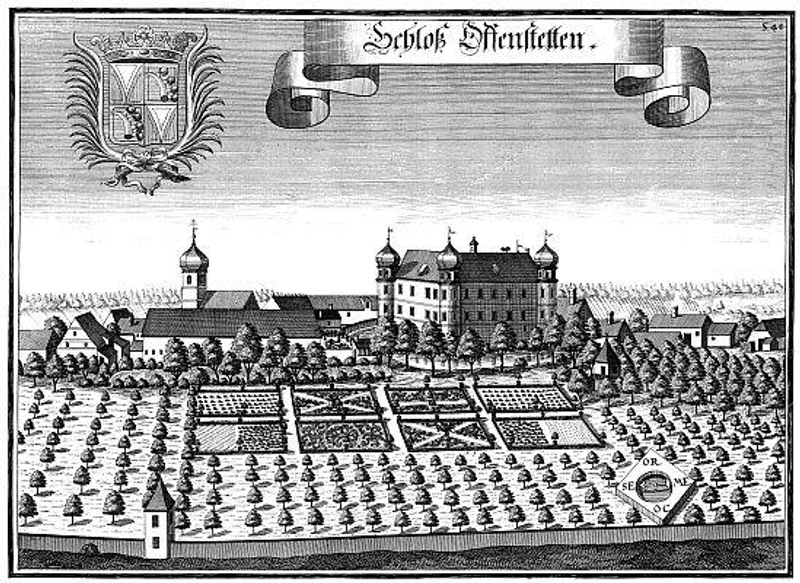
Schloss (rechts) und Pfarrkirche (links) von Offenstetten auf einem Kupferstich von Michael Wening (1705)

Der Ortsname Offenstetten wurde im 11. Jahrhundert erstmals in Urkunden des Klosters Weltenburg erwähnt. Die erste Kirche – eine Kapelle, die bereits dem heiligen Vitus geweiht war – ist für das Jahr 1280 bezeugt. Dieses Kirchlein gehörte zur Pfarrei Teuerting. Da Teuerting ziemlich weit entfernt lag, wurde 1459 trotz geringer Einwohnerzahl die Pfarrei Offenstetten errichtet. Etwa um diese Zeit wurde auch eine neue, größere Kirche im spätgotischen Stil erbaut. Von dieser sind noch der Turmunterbau mit einer spitzbogigen Fensteröffnung, das spätgotische Sakramentshäuschen, eine Figur des Auferstandenen, eine Marienfigur sowie Teile einer gotischen Turmmonstranz erhalten. Als Stifter dieser ersten Pfarrkirche gilt Bernhard Offenstetter († 1468), dessen Epitaph sich in der Kirche befindet.
In den Wirren des Dreißigjährigen Krieges kam es zur Zerstörung des Dorfes und seiner Pfarrkirche. Viele Bewohner starben. In der Folge übernahm die Adelsfamilie Froenau das Schloss. Auf die Bitte des neuen Schlossherrn Caspar von Frönau († 1683) wurden ab 1653 die Karmeliten aus Abensberg mit der Seelsorge beauftragt. Nach dem Tod des Schlossherrn übernahm dessen Sohn, Georg Caspar Emanuel von Frönau († 1721), die Hofmark. Er ließ Schloss, Pfarrkirche und zahlreiche weitere Gebäude, die alle in ruinösem Zustand waren, neu errichten. Daher wird er bisweilen als „zweiter Gründer Offenstettens“ bezeichnet. Den Neubau der Pfarrkirche führte von 1719 bis 1721 der Kelheimer Baumeister Hans Reicherstorfer aus. Noch im Jahr der Fertigstellung starb der Bauherr Georg Frönau und wurde als Erster in der neu erbauten Gruft beigesetzt. In den folgenden Jahren erfolgte die Inneneinrichtung der Kirche. 1722 malte Johann Gebhard aus Prüfening, ein Schüler der Brüder Asam, das Hochaltarblatt. Der ortsansässige Schreinermeister Blasius Besenreither fertigte 1728 die Kanzel sowie 1730 das Orgelgehäuse und die Stuhlwangen an. Das Chorgestühl, die Kirchentüre und die Sakristeischränke entstanden erst 1758 durch den Siegenburger Schreinermeister Blasius Haidenritter. Ein Jahr zuvor, 1757, wurde die zunächst karge Kirche durch Johann Baptist Zimmermann ausstuckiert. Sein Schüler Martin Heigl gestaltete ein umfangreiches Bildprogramm in Form von Deckenfresken mit  dem Kirchenpatron Vitus als Mittelpunkt. Mit Zimmermann und Heigl kamen auf Betreiben des kurfürstlich-bayerischen Staatskanzlers Wiguläus von Kreittmayr, der seit 1750 Schlossherr in Offenstetten war, zwei bayernweit bekannte Künstler dieser Zeit in den kleinen Ort.
1866 wurde die Pfarrkirche im neugotischen Stil, 1905 außen und 1910 innen neobarock restauriert. Die letzten großen Renovierungen fanden von 1978 bis 1982 im Innenraum und von 1991 bis 1993 außen statt. 1982 erhielt die Pfarrkirche einen Volksaltar mit einem Altarstein, der  vom Ölberg in Jerusalem stammt. Der Altar wurde am 3. Oktober 1982 von Lutfi Lahm, Erzbischof von Jerusalem, geweiht.

## Beschreibung

### Maße
- Innenlänge gesamt: 34,75 Meter
- Innenlänge Chor: 11,75 Meter
- Innenbreite Langhaus: 10,75 Meter
- Innenbreite Chor: 7,00 Meter

### Architektur

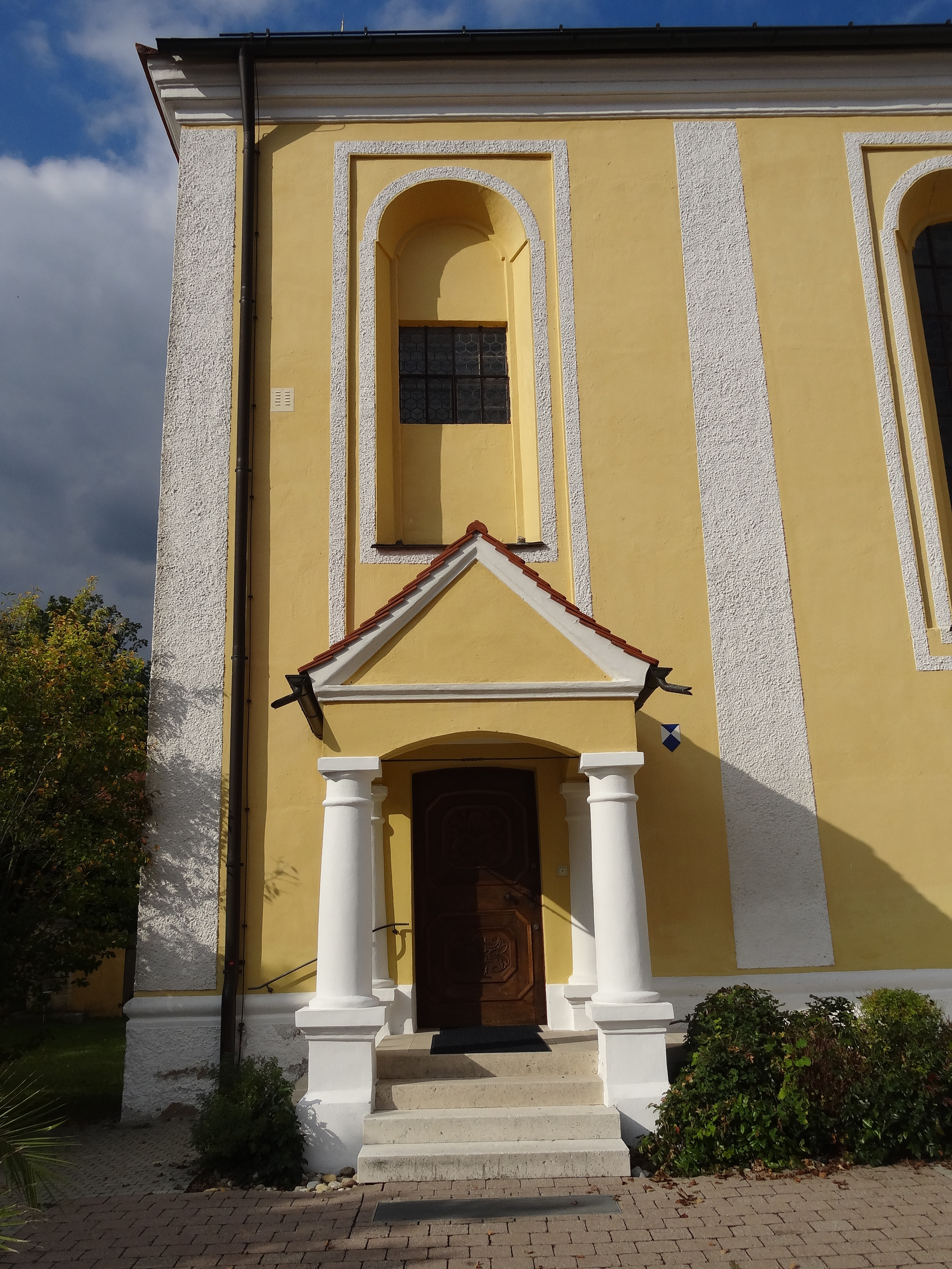
Kirchenportal auf der Südseite

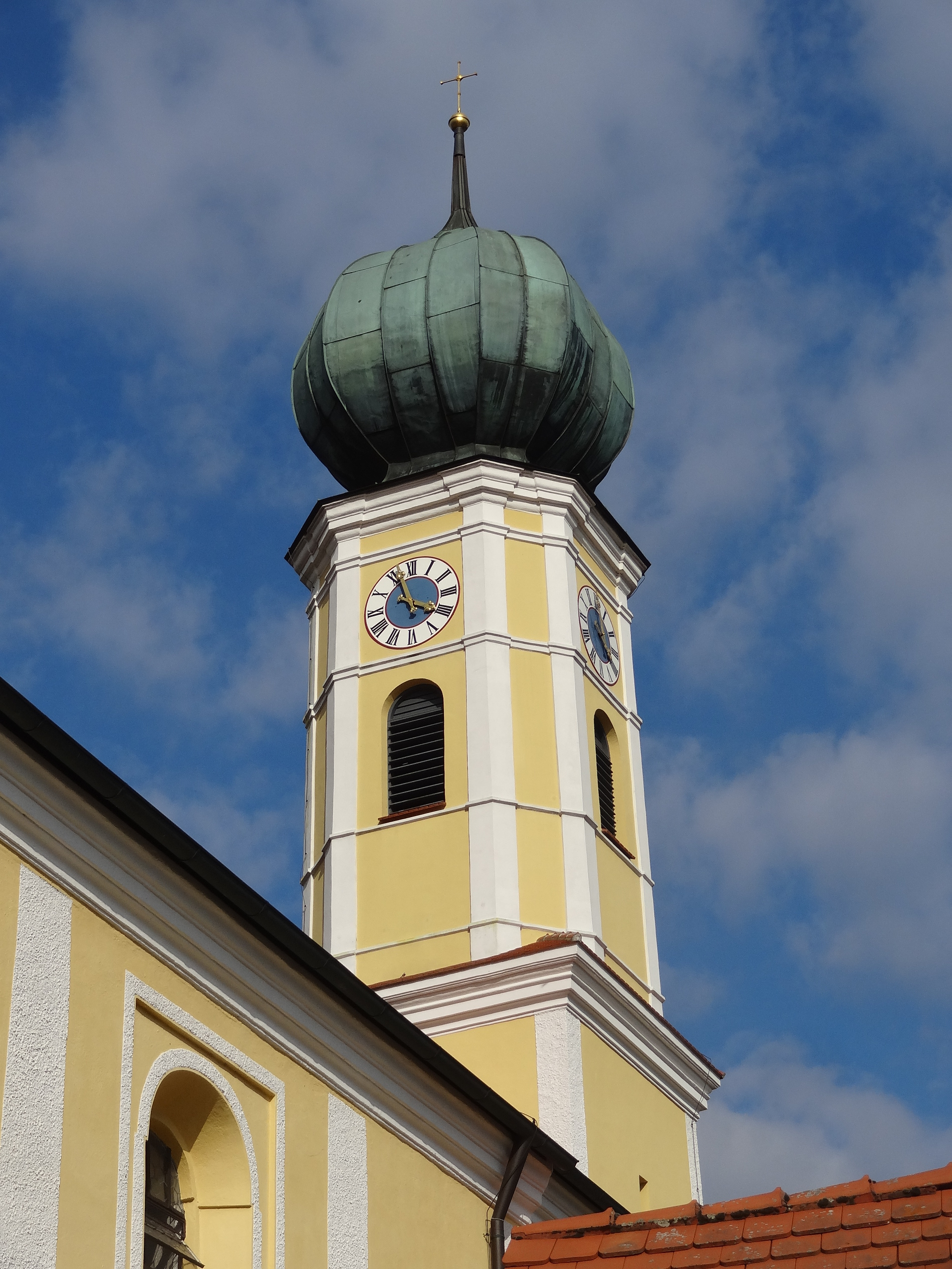
Turmoberbau mit Zwiebelhaube

Die Pfarrkirche St. Vitus ist ein nach Osten ausgerichteter, einschiffiger Saalbau. An das fünfjochige Langhaus schließt sich im Osten der etwas schmälere, leicht eingezogene Chor mit einem Joch und einem Fünfachtelschluss. An das Chorjoch sind beiderseits Sakristeien angebaut: im Süden die zweigeschossige Hauptsakristei, an der Nordseite eine gleich große Nebensakristei. Im Obergeschoss öffnen sich die Sakristeien jeweils zu Oratorien über dem Chorraum. Der gotische Turmunterbau bildet die Stirnseite des Chorraums. Das einzige Kirchenportal in einem kleinen Vorbau mit Dreiecksgiebel befindet sich im rückwärtigen Langhausjoch auf der Südseite. Betritt man den Innenraum, gelangt man zunächst unter die Orgelempore mit einer geschwungenen Brüstung. Die Jochtrennung erfolgt außen durch Lisenen, innen durch flache Pilaster, die  das deutlich abgeflachte Tonnengewölbe mit Stichkappen zu tragen scheinen, welches das gesamte Langhaus überspannt. In den mittleren drei Langhausjochen und in vier der fünf Joche des Chorschlusses befinden sich hohe, rundbogige Fensteröffnungen.
Der sich östlich an den Chorraum  anschließende Turm hat drei Geschosse auf quadratischem Grundriss, die von der gotischen Vorgängerkirche übernommen wurden. Darüber befindet sich das etwas schlankere Glockengeschoss mit abgeschrägten Kanten und je einer rundbogigen Schallöffnung und einer Turmuhr  auf allen vier Seiten. Den oberen Abschluss bildet eine stark eingeschnürte Zwiebelhaube mit Turmkugel und Kreuz.

### Ausstattung

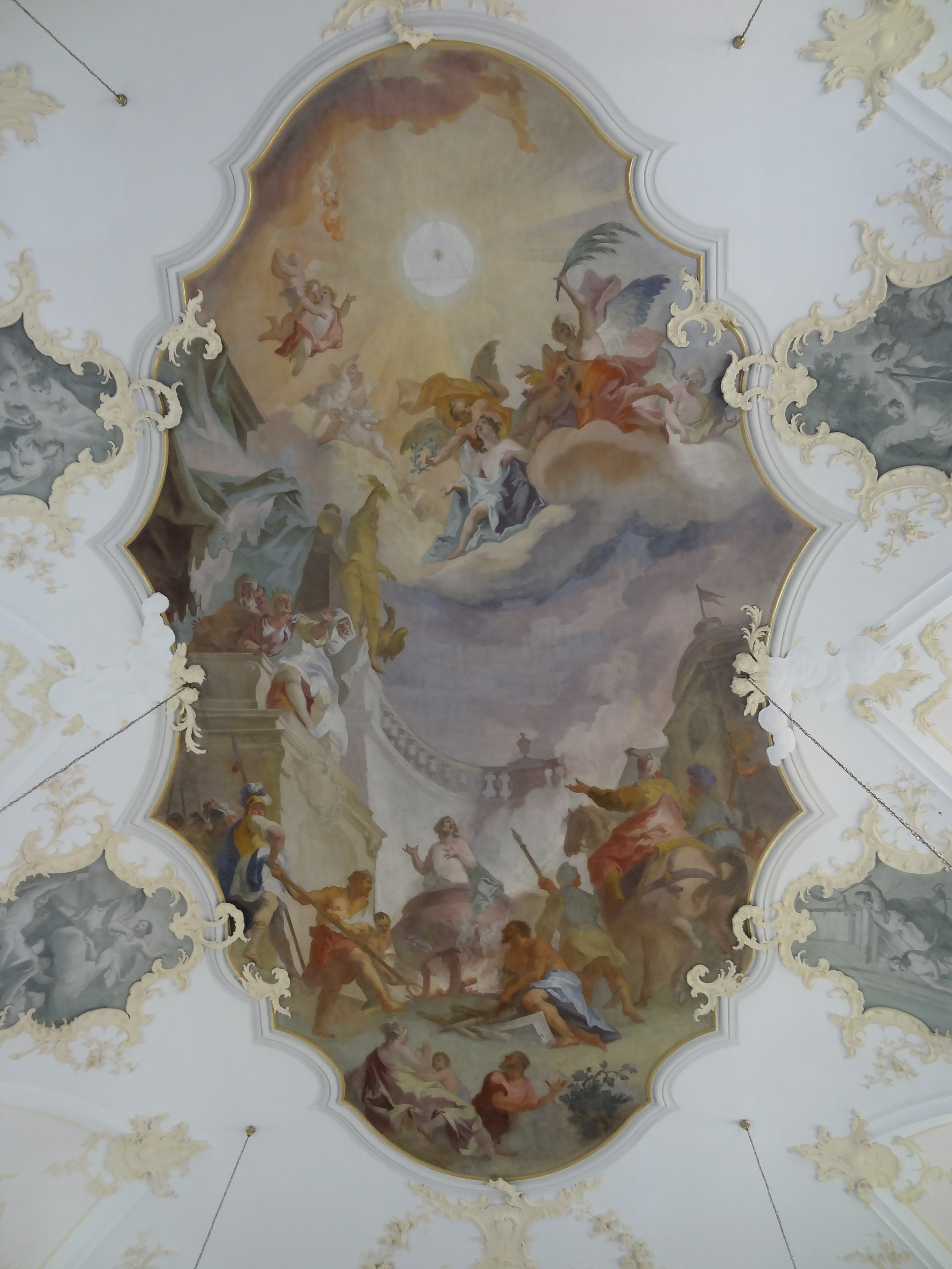
Deckenfresko im Langhaus

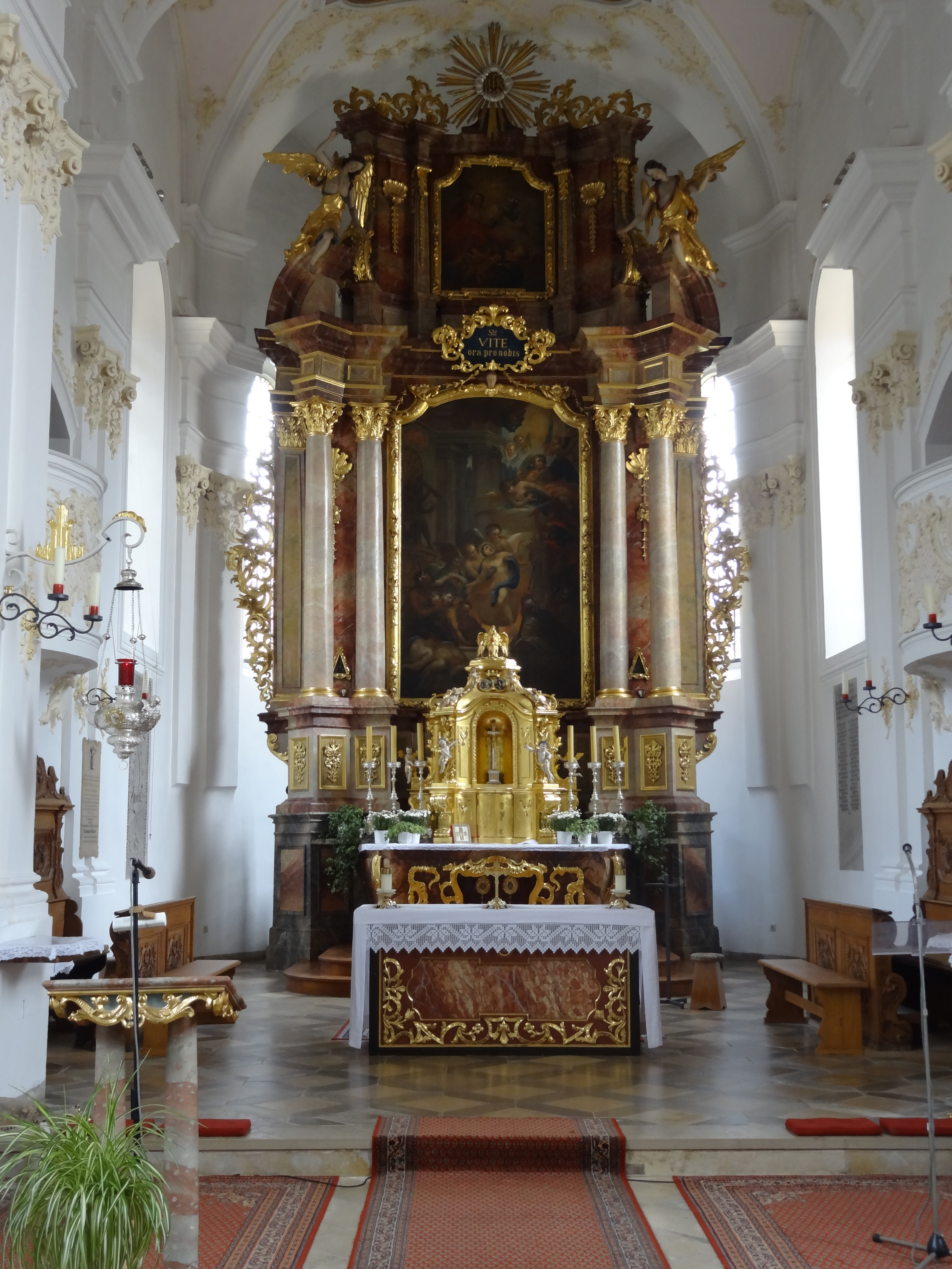
Chorraum mit Hochaltar

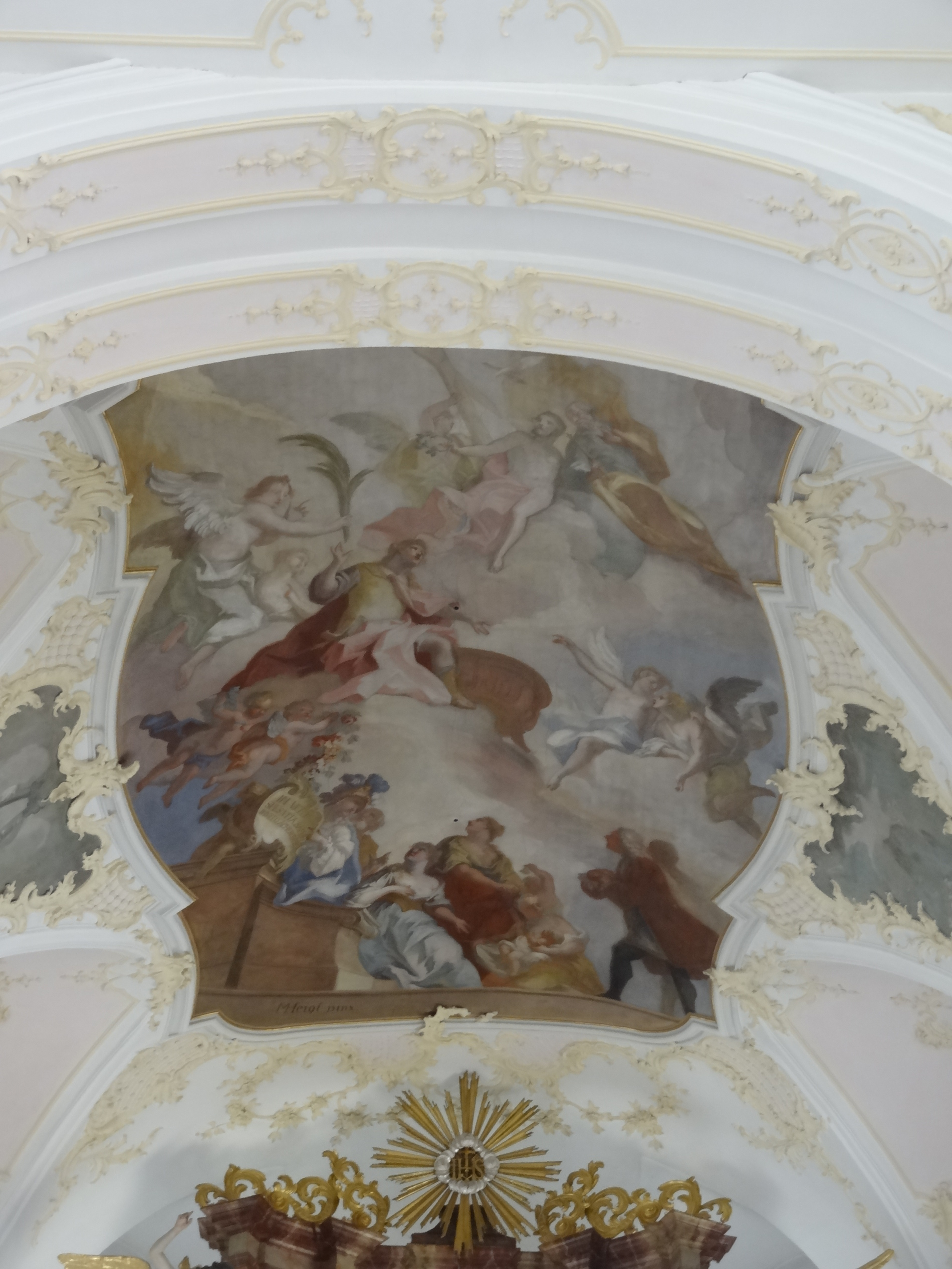
Deckenfresko im Chorraum

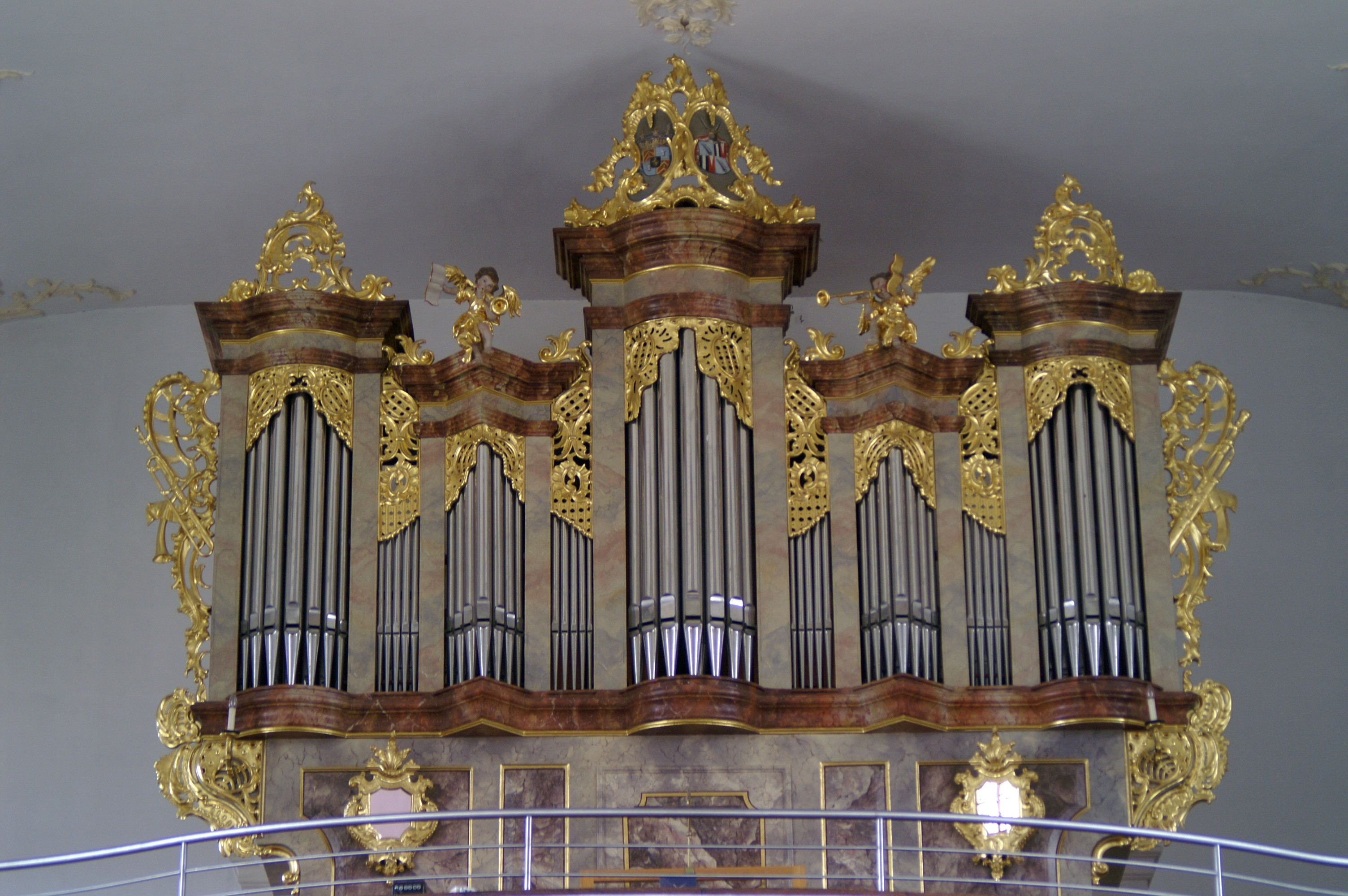
Orgel mit barockem Prospekt (1730)

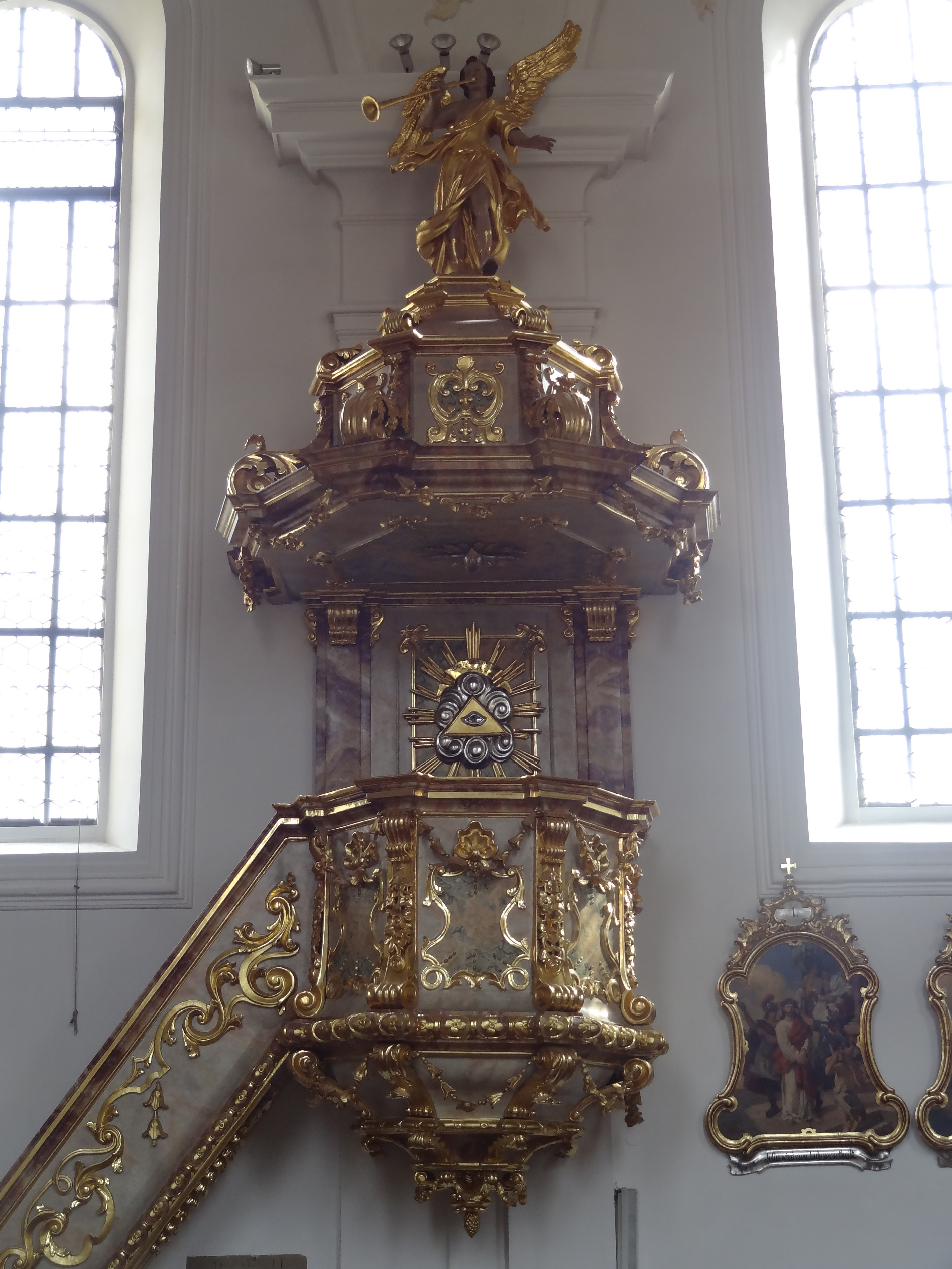
Barocke Kanzel (1728)

Der Stuck von Johann Baptist Zimmermann im Innenraum hat vor allem im Vergleich zu italienischen Kunstwerken einfachere und überschaubarere Formen, aber dennoch deutliche Bezüge zum zeittypischen Rokokostil. Das Freskenprogramm des Zimmermann-Schülers Martin Heigl stellt das Leben des Märtyrers Vitus in den Mittelpunkt. Das große Deckenfresko im Langhaus zeigt am vorderen Ende die Unterweisung des Vitus im christlichen Glauben durch seine Pflegeeltern Modestus und Kreszentia. Im Zentrum ist sein Martyrium dargestellt: die Verbrennung im Ölkessel, nachdem er dem römischen Hauptgott Jupiter das Opfer verweigert hatte. Im oberen Bildteil wird er in den Himmel aufgenommen und empfängt von Gott Vater Märtyrerpalme und Siegeskranz. In den Gewölbezwickeln im Langhaus zeigen Grisaille-Malereien das Glaubensleben des heiligen Vitus und Gleichnisse seines Martyriums. Im Chorgewölbe ist auf einem weiteren großen Fresko Vitus in der Herrlichkeit als Fürsprecher der Familie Kreittmayr dargestellt. Am Chorbogen erscheinen die Stifterwappen der Adelsfamilien Kreittmayr (links) und Frönau (rechts).
Mittelpunkt des Chorraumes ist der viersäulige barocke Hochaltar. Auf dem Hauptbild von Johann Gebhard werden dem heiligen Vitus die Köpfe seiner von den Römern ermordeten Pflegeeltern präsentiert mit der Schrift: „Wenn du nicht dem Glauben an Christus abschwörst, dann geht es dir genauso!“ Den kunstvollen Tabernakel auf der Altarmensa schuf Josef Gallmayr aus Essing. Der mechanische Hostienschrein dessen Figuren bis in die 1860er Jahre beweglich waren, galt als volkstümliche Sensation. Gallmayr schenkte einen weiteren Tabernakel dieser Art dem Kurfürsten in München. Die kunstvolle  Ewiglichtampel links vom Hochaltar wurde von Wiguläus von Kreittmayr gestiftet.
Die beiden Nebenaltäre zu beiden Seiten des Chorbogens sind der Gottesmutter Maria (links) und dem heiligen Georg (rechts) geweiht. Die Rokokobüsten der vier Evangelisten mit ihren Symbolen auf den Mensen der Nebenaltäre schuf der Landshuter Bildhauer Christian Jorhan der Ältere, rechts Matthäus und Markus, links Lukas und Johannes. Die barocke Kanzel auf der Epistelseite zwischen dem zweiten und dritten Joch von Osten besteht aus einem polygonalen Kanzelkorb, der Rückwand mit dem gleichseitigen Dreieck als Symbol für die Heilige Dreifaltigkeit und dem Schalldeckel, auf dem ein Posaunenengel thront. An den Langhauswänden befindet sich der neobarocke Kreuzweg von 1916.
Kostbare Bestandteile der liturgischen Ausstattung sind vier Renaissance-Leuchter aus dem Jahr 1615, ein barocker Prunkkelch aus der Zeit um 1700, eine Rokoko-Monstranz, von 1761 bis 1763 von dem Augsburger Künstler Johann Christian Reinhard geschaffen, und ein goldbesticktes Messgewand aus dem 18. Jahrhundert. Die Orgel auf der Westempore hat noch den barocken Prospekt von 1730. 1916 wurde ein neues Instrument des Orgelbauers Willibald Siemann mit pneumatischer Spiel- und Registertraktur angeschafft. Dieses wurde wegen deutlicher Verschleißerscheinungen 1988 durch ein mechanisches Orgelwerk der Regensburger Firma Hartmann ersetzt. Die am 10. Juli 1988 von Weihbischof Wilhelm Schraml geweihte Orgel hat zwei Manuale und Pedal.

### Grabdenkmäler

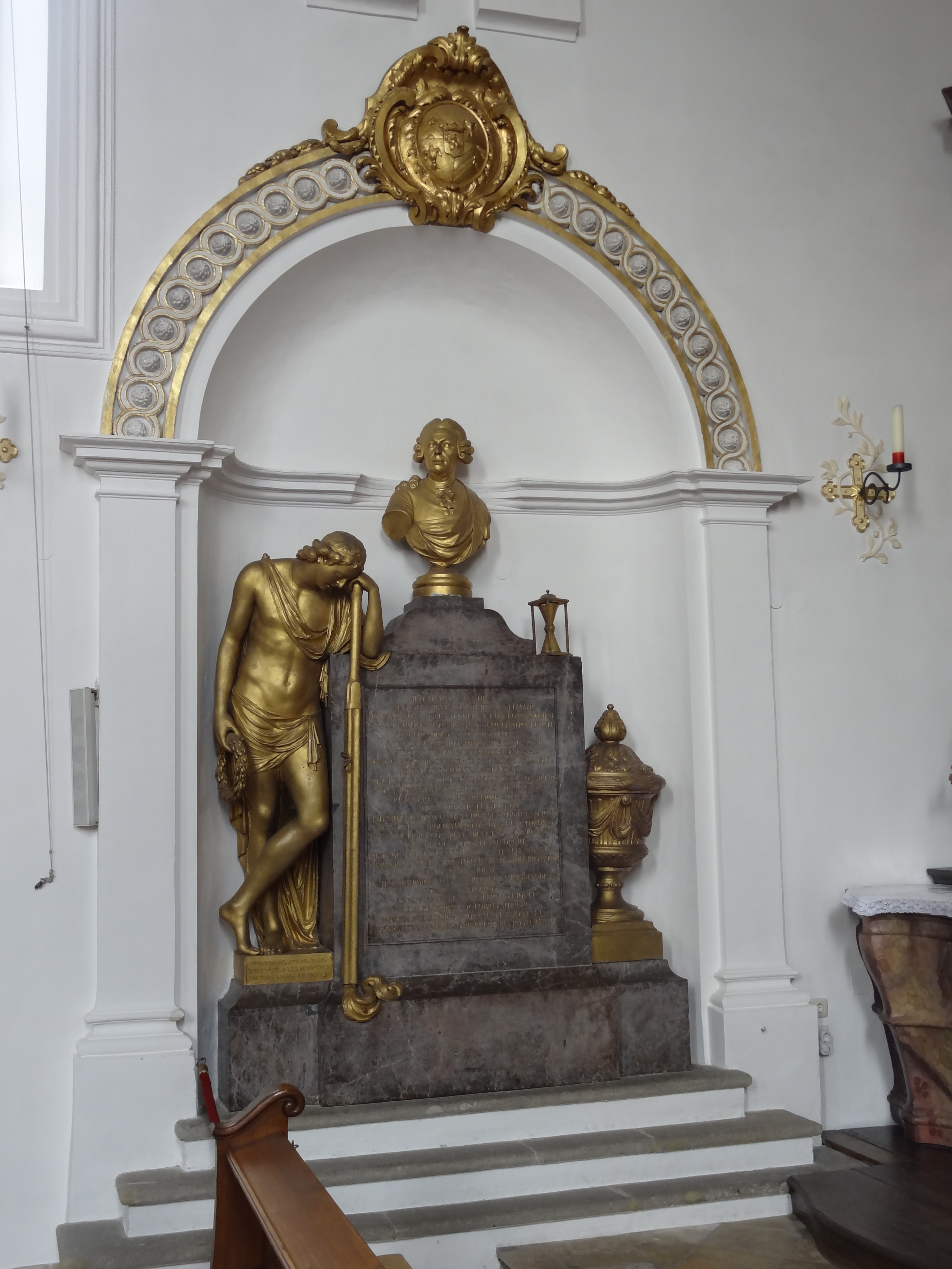
Klassizistisches Grabdenkmal (1794) für den Offenstettener Schlossherrn Wiguläus von Kreittmayr (1705–1790)

In der Pfarrkirche befinden sich zahlreiche Grabdenkmäler der verschiedenen Schlossherrn von Offenstetten. Das Epitaph von Bernhard Offenstetter, dem Stifter der ersten Pfarrkirche im Ort, befindet sich zwischen Hochaltar und Chorgestühl. Eine Familiengrabtafel der Preysings, die später Besitzer der Hofmark Offenstetten waren, ist im rückwärtigen Bereich des Langhauses direkt unter dem Emporenaufgang angebracht und unterhalb der Kanzel das Epitaph von Johann Jacob Aicher († 1632), der zum Zeitpunkt der Zerstörung von Dorf, Schloss und Kirche im Jahr 1632 Hofmarksherr war. Caspar von Frönau, dem Schlossherrn unmittelbar nach dem Dreißigjährigen Krieg, ist eine Grabtafel neben dem Kirchenportal gewidmet; seinem Sohn Georg Caspar Emmanuel von Frönau, wird mit einem Epitaph im Altarraum gedacht, gegenüber der Grabtafel von Bernhard Offenstetter. Georg von Frönau war der Erbauer der heutigen Pfarrkirche und damit der Nachfolgerkirche der unter den Offenstettern errichteten. Für den Stifter Wiguläus von Kreittmayr († 1790) und dessen Gemahlin Maria Anna († 1801) wurden im Jahr 1794 an den Langhauswänden unmittelbar neben den Seitenaltären aufwändig gestaltete klassizistische Grabdenkmäler des Münchner Bildhauers Roman Anton Boos aufgestellt, der Schüler von Ignaz Günther und Johann Baptist Straub war.